# Нінуе
Нінуе (ісп. Ninhue) - селище в Чилі. Адміністративний центр однойменної комуни. Населення - 1433 особи (2002). Селище і комуна входить до складу провінції Ітата і регіону Ньюбле.
Територія комуни – 401,2 км². Чисельність населення – 5458 мешканців (2007). Щільність населення - 13,6 чол./км².

## Розташування
Селище розташоване за 35 км на північний захід від адміністративного центру провінції — міста Чильян.
Комуна межує:
- на півночі - з комуною Каукенес
- на сході - з комунами Сан-Карлос, Сан-Ніколас
- Півдні — з комуною Портесуело
- на південному заході - з комуною Трегуако
- на заході - з комуною Кіріуе